# BMW E32
Der BMW E32 ist eine Oberklasse-Limousine der 7er-Reihe von BMW und wurde im September 1986 vorgestellt. Ein Jahr nach der Markteinführung mit Sechszylindermotoren folgte die Variante 750i mit dem Zwölfzylindermotor M70. Gezeichnet wurde der E32 vom damaligen Chefdesigner Claus Luthe und Ercole Spada. Im Juni 1994 wurde der E32 nach rund 310.000 gebauten Exemplaren vom E38 abgelöst.

## Modellgeschichte

### Allgemeines

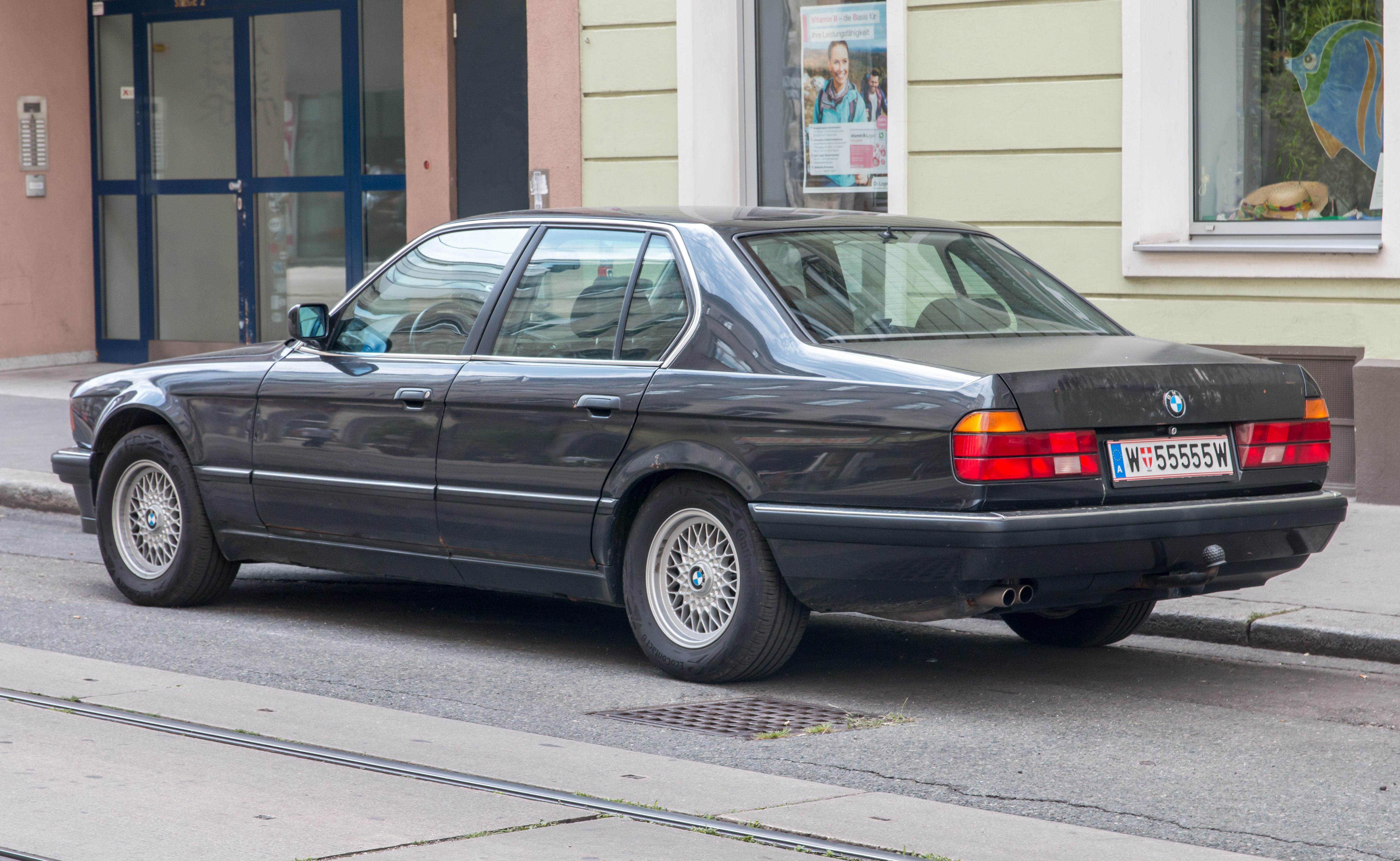
Heckseitenansicht

Nachdem die Entwicklung 1979 begonnen hatte, präsentierte BMW den E32 im September 1986 zunächst mit den bewährten M30-Sechszylinder-Ottomotoren als 730i (135 kW) und 735i (155 kW), die mit drei Ausstattungsvarianten kombinierbar waren. Die exklusivste Ausstattung High Line mit mehreren Extras (Kühlschrank, Telefon, hochwertiges Leder usw.) war ab 1989 erhältlich. Ab Sommer 1987 bot BMW im 750i einen V12-Motor (Motortyp M70) an, dessen Leistung zunächst mit „über 200 kW (…)“ angegeben wurde. Das V12-Modell mit 5 Liter Hubraum ist äußerlich an der breiteren Niere im Grill erkennbar, sowie den eckigen Auspuffendrohren.
Die Gestaltung des E32 fand sofort großen Anklang, nachdem der Vorgänger vielfach (besonders im Fahrzeugheck) als zu wenig dynamisch empfunden worden war. Mit dem E32 führte BMW die L-förmigen Rückleuchten ein, die für das BMW-Design typisch wurden. Die neue Linie entstand unter der Verantwortung von Chefdesigner Claus Luthe, gezeichnet haben den E32 der italienische Designer Ercole Spada sowie Hans Kerschbaum. Im Jahre 1983 wurde das finale Design festgelegt, die Patente wurden im Oktober 1984 eingereicht. Der Luftwiderstandsbeiwert des Wagens beträgt 0,32 bei einer Querschnittsfläche von 2,1 Quadratmetern. Chrom an den Stoßfängern, seitlichen Parkschutz- und Zierleisten um die Seitenfenster herum ließ sich über die Ausstattungsvariante Shadow Line abbestellen. Den Fahrzeugen mit normalem Radstand folgten auch die Langversionen, die zunächst nur als 735iL und 750iL angeboten wurden. Sie bieten 114 Millimeter mehr Kniefreiheit im Fond.
Zur Serienausstattung gehören ABS, Memoryfunktionen (unter anderem für die Scheibenwischerautomatik) und Katalysatoren, die anders als bei nachgerüsteten Katalysatoren die Nennleistung der Motoren nicht wesentlich beeinflussen sollen. Weiterhin waren jedoch auch Fahrzeuge ohne Katalysator erhältlich. Zur weiteren Ausstattung gehören die ab dem 735i beheizten Türschlösser sowie auf Wunsch lieferbare Airbags. Erstmals überhaupt gab es die Bordstein-Automatik.

### Übersicht

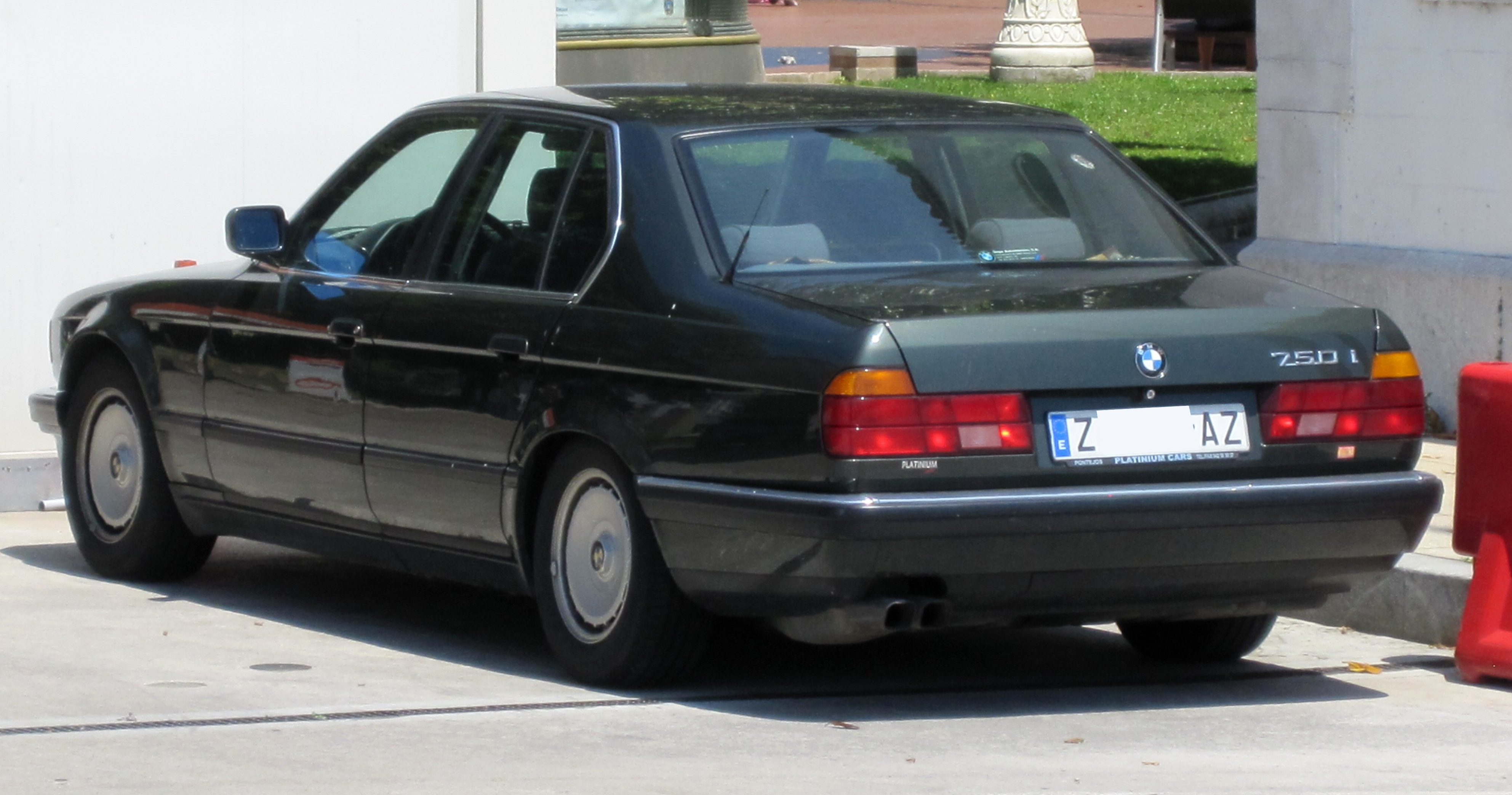
BMW 750i, Heckseitenansicht
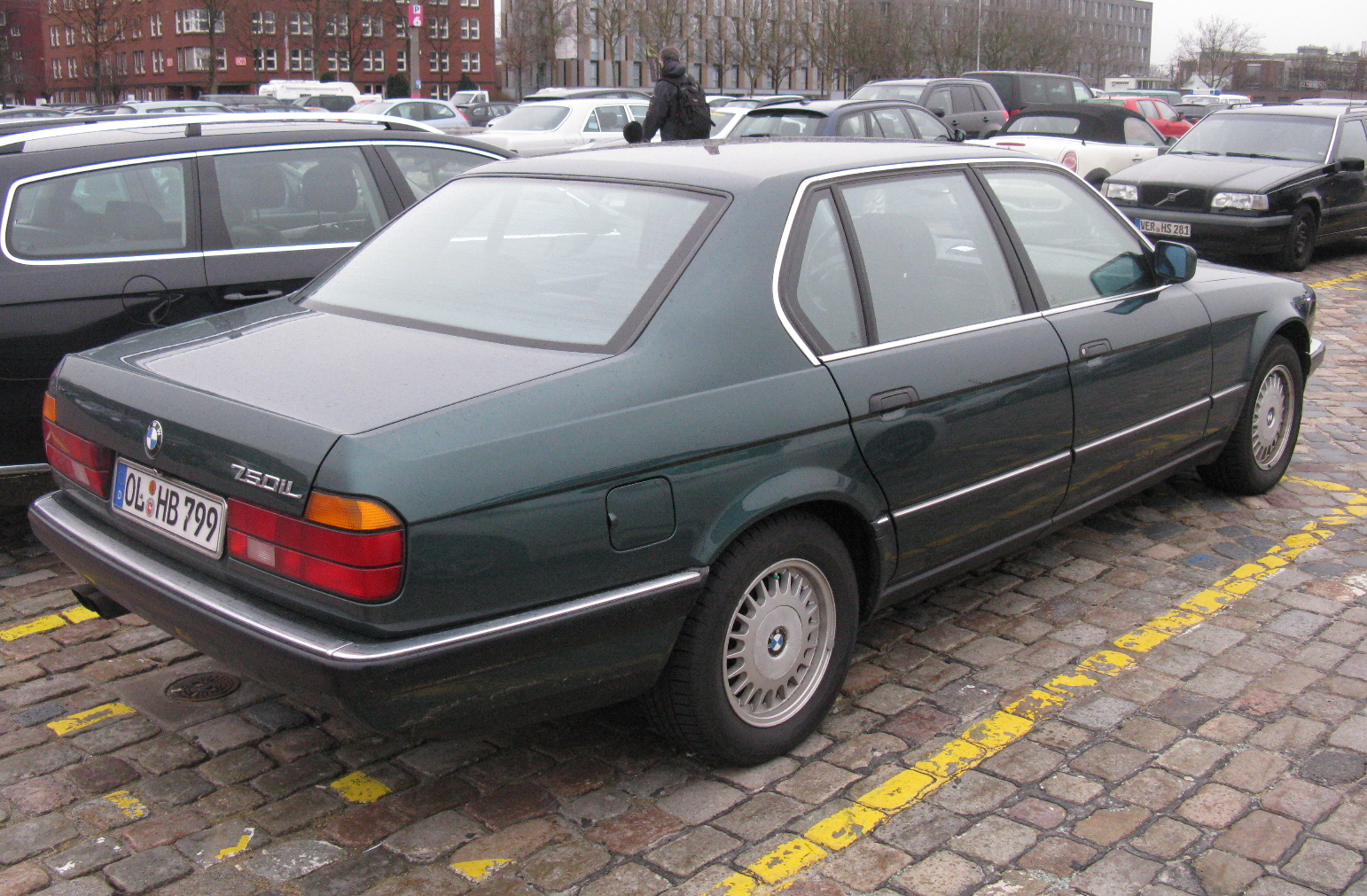
BMW 750iL, Heckseitenansicht
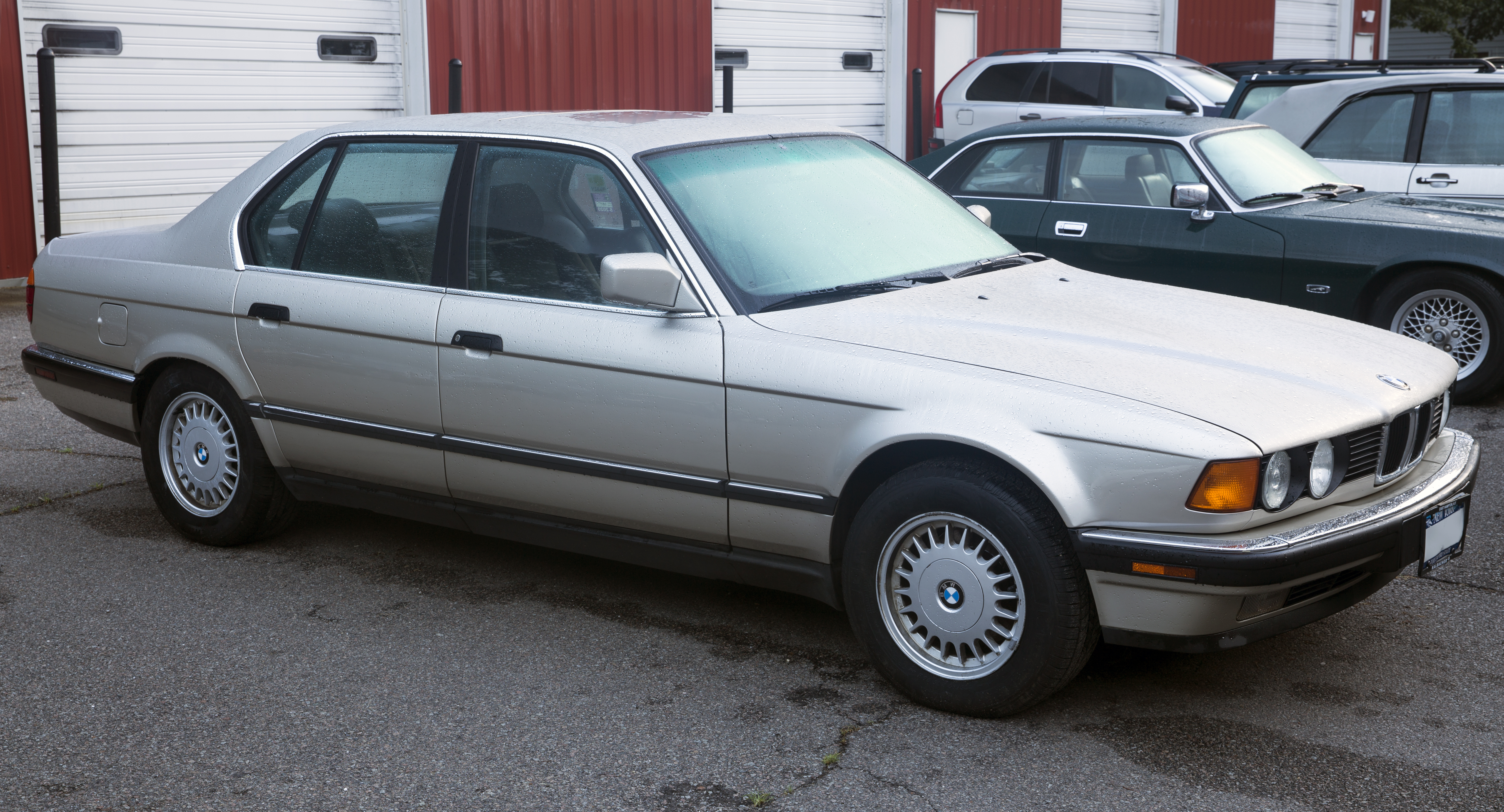
E32 735i US-Version
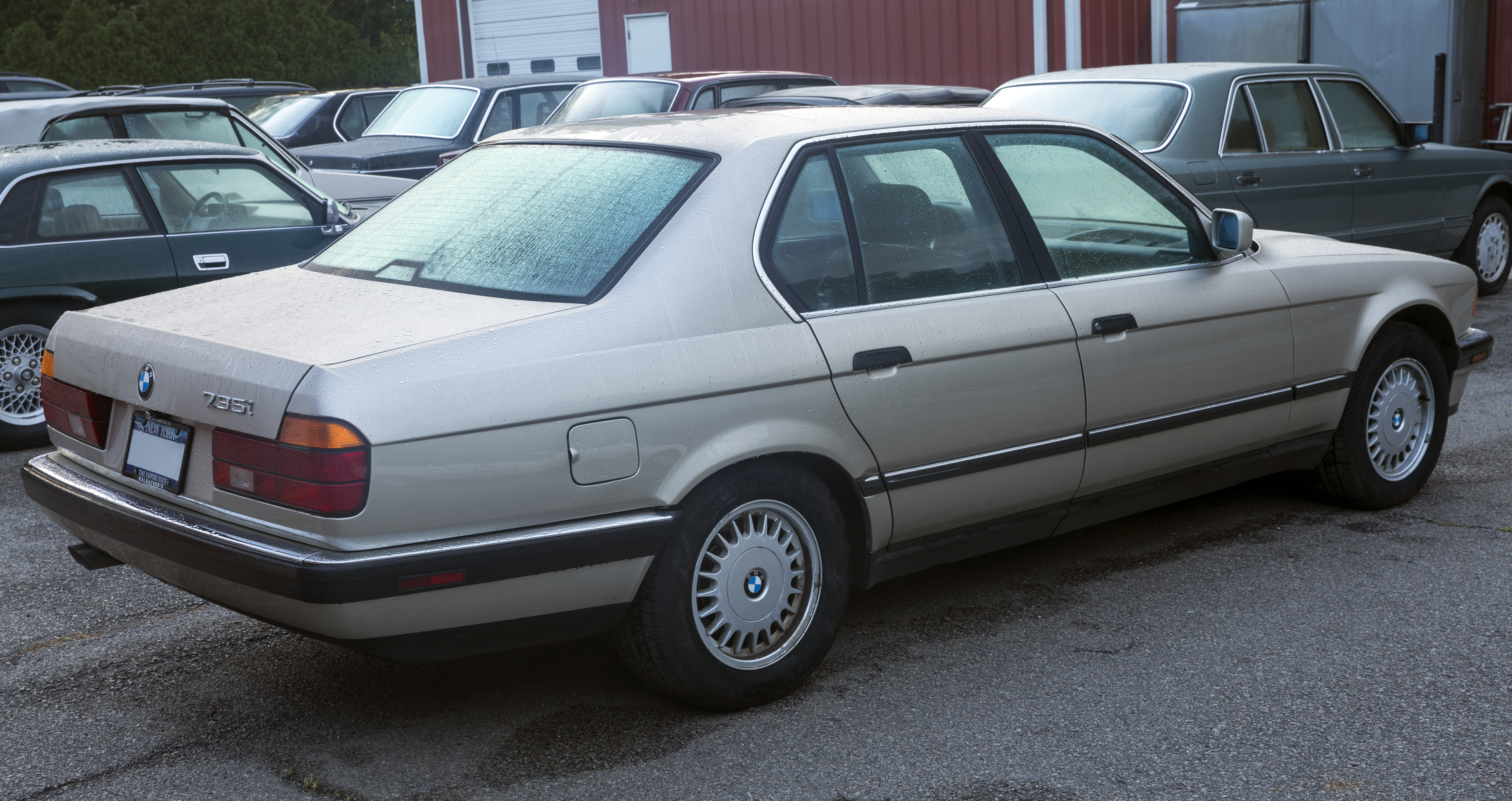
E32 735i US-Version
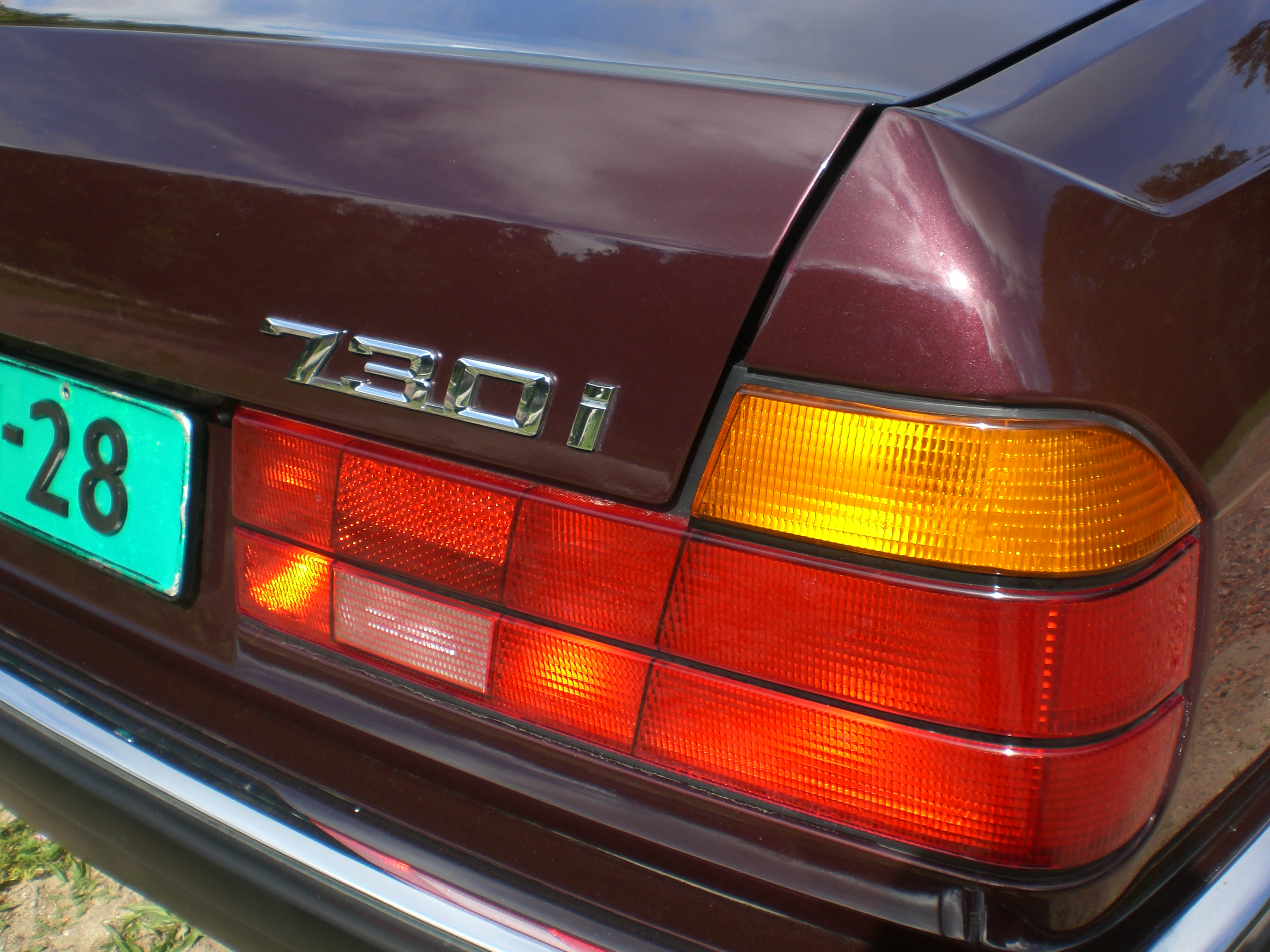
L-förmige Heckleuchte
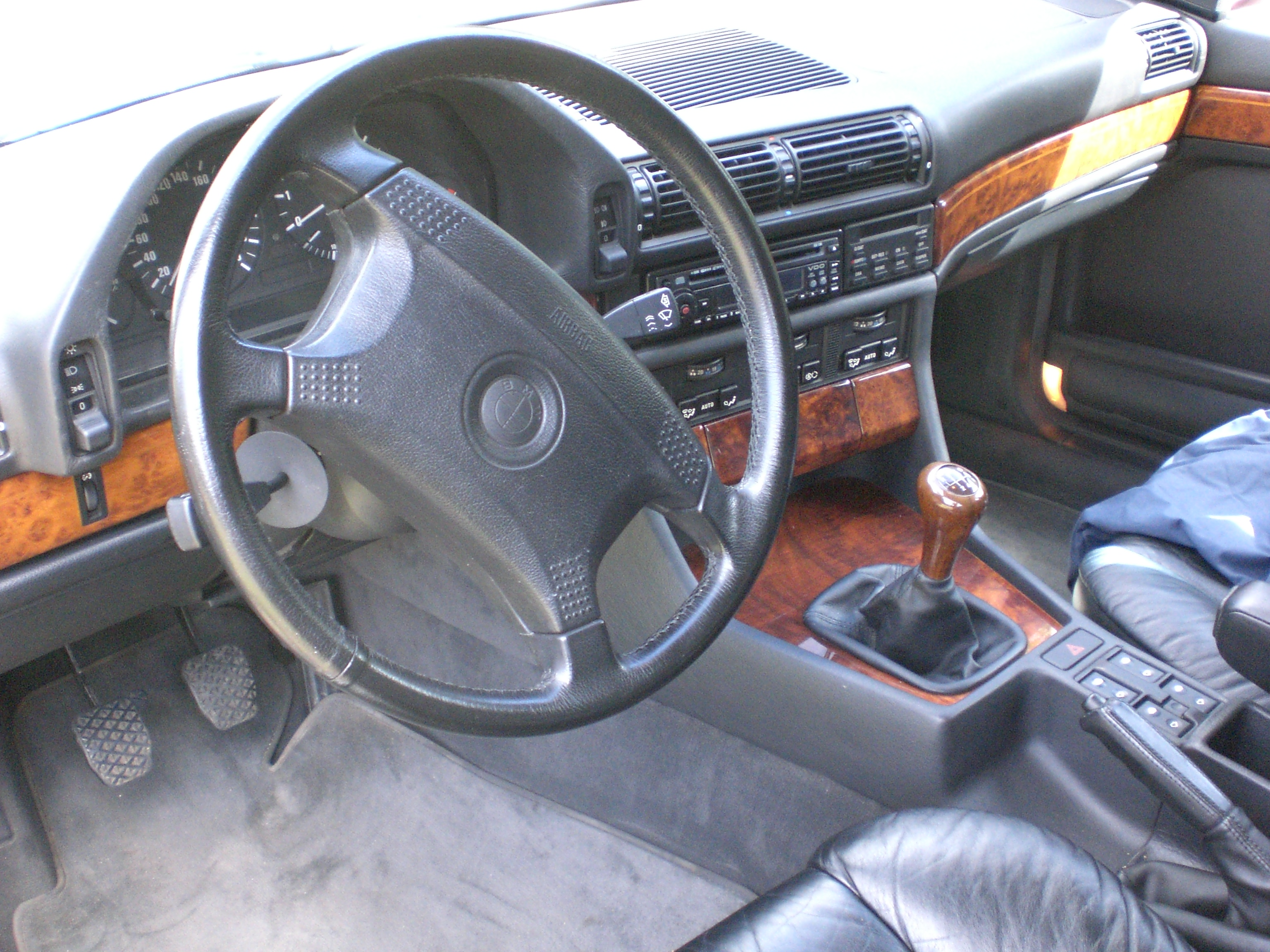
E32 Interieur
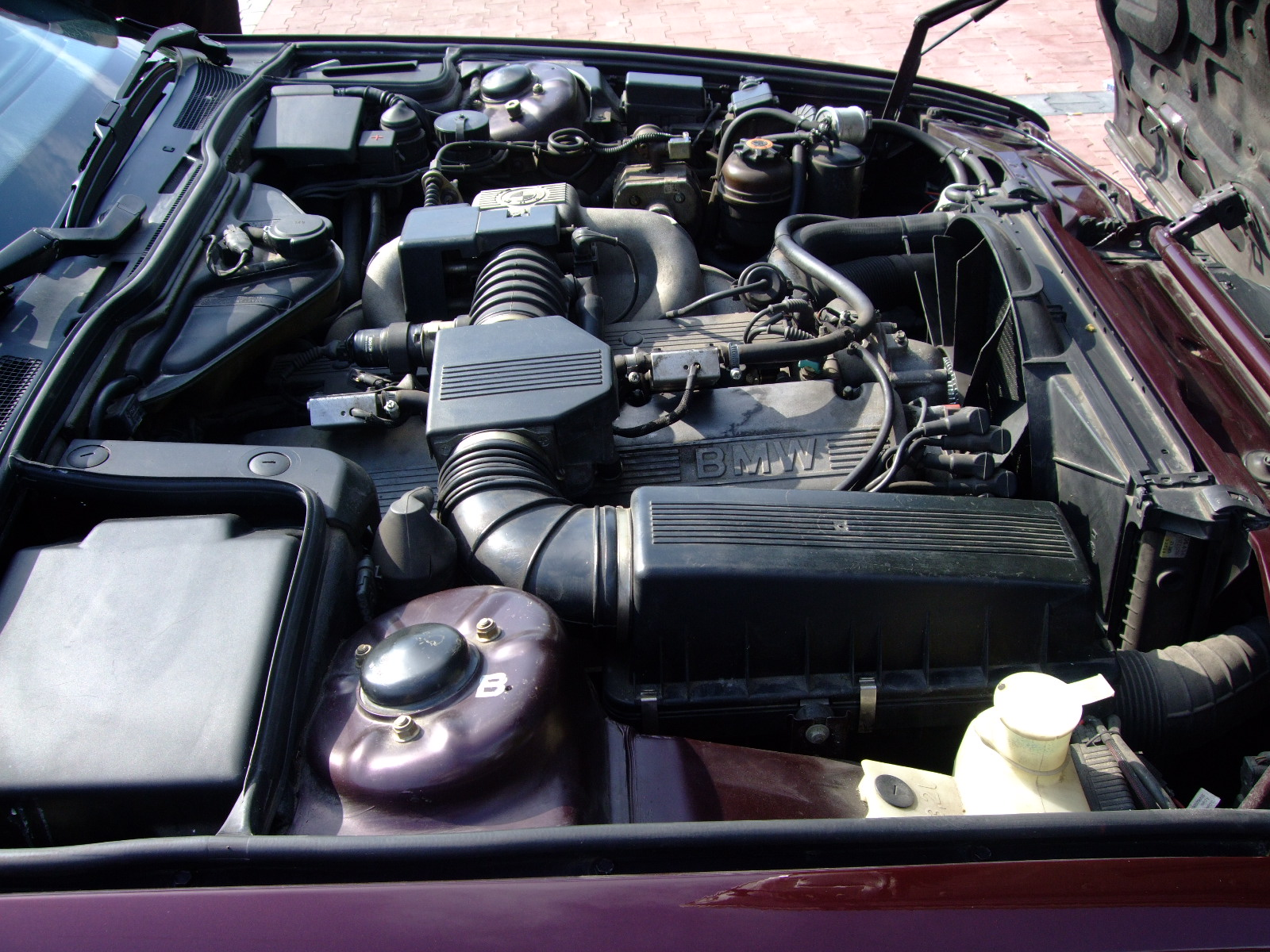
BMW M30-Reihensechszylinder
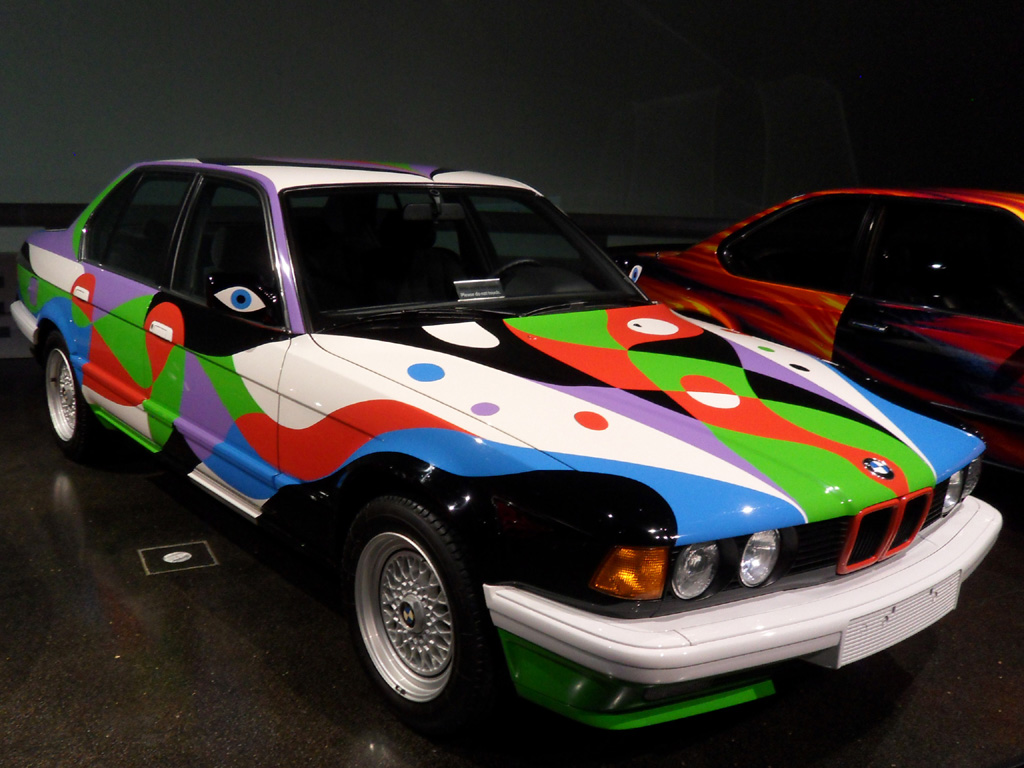
BMW 730i Art Car von César Manrique

### Modellpflege
Im April 1992 wurde die Baureihe überarbeitet. Es gab mehr Holz im Innenraum sowie optional verchromte Türgriffe. Die Motorenpalette wurde überarbeitet. Hinzu kamen die neuen V8-Motoren des Typs M60 und neue Fünfstufen-Automatikgetriebe von ZF Friedrichshafen. BMW schloss damit die Lücke zwischen V12- und den Reihensechszylindermotoren. Der 735i mit dem Reihensechszylindermotor M30B34 wurde durch den 730i mit dem V8-Motor M60B30 ersetzt. Die Achtzylinder erhielten ebenfalls die „breite Niere“ im Kühlergrill, die bis dahin den V12-Modellen (750i/750iL) vorbehalten war. Während der 730i mit Achtzylinder-Aggregat sowohl mit Schalt- als auch Automatikgetriebe erhältlich war, wurde der 740i wie die V12-Modelle nur mit Automatikgetriebe angeboten. Der klassische Reihensechszylindermotor BMW M30 mit drei Liter Hubraum blieb bis zum Produktionsende 1994 parallel zum 730i mit V8-Motor M60B30 im Programm.
Als eines der ersten Autos weltweit wurde der E32 auf Wunsch und gegen Aufpreis mit Isolier-Doppelverglasung an den Seitenscheiben und der Heckscheibe ausgerüstet. Diese Verglasung senkt das Geräuschniveau und verhindert das Beschlagen der Scheiben. BMW reagierte damit auf die Vorstellung der Mercedes-Benz Baureihe 140, bei der die Seitenfenster serienmäßig Isolier-Doppelverglasung hatten. Diese Verglasung ist ein Zweischeiben-Sicherheitsglas, dessen 3 mm starken Scheiben in einem Abstand von 3 mm mit einem rundumlaufenden Abstandshalter luftdicht verklebt sind. Die Gesamtdicke dieser Verbundscheibe beträgt 9 mm. Zudem wurde als Sonderausstattung erstmals ein Park Distance Control (PDC) angeboten, das über jeweils 4 Sensoren im Front- und Heckstoßfänger den Abstand zu Hindernissen im Front- und Heckbereich auf Ultraschallbasis erfasst und akustisch anzeigt. Weltweit erstmals in einem Serienauto war ab 1991 im 7er Xenonlicht (nur für Abblendlicht) als Sonderausstattung erhältlich.

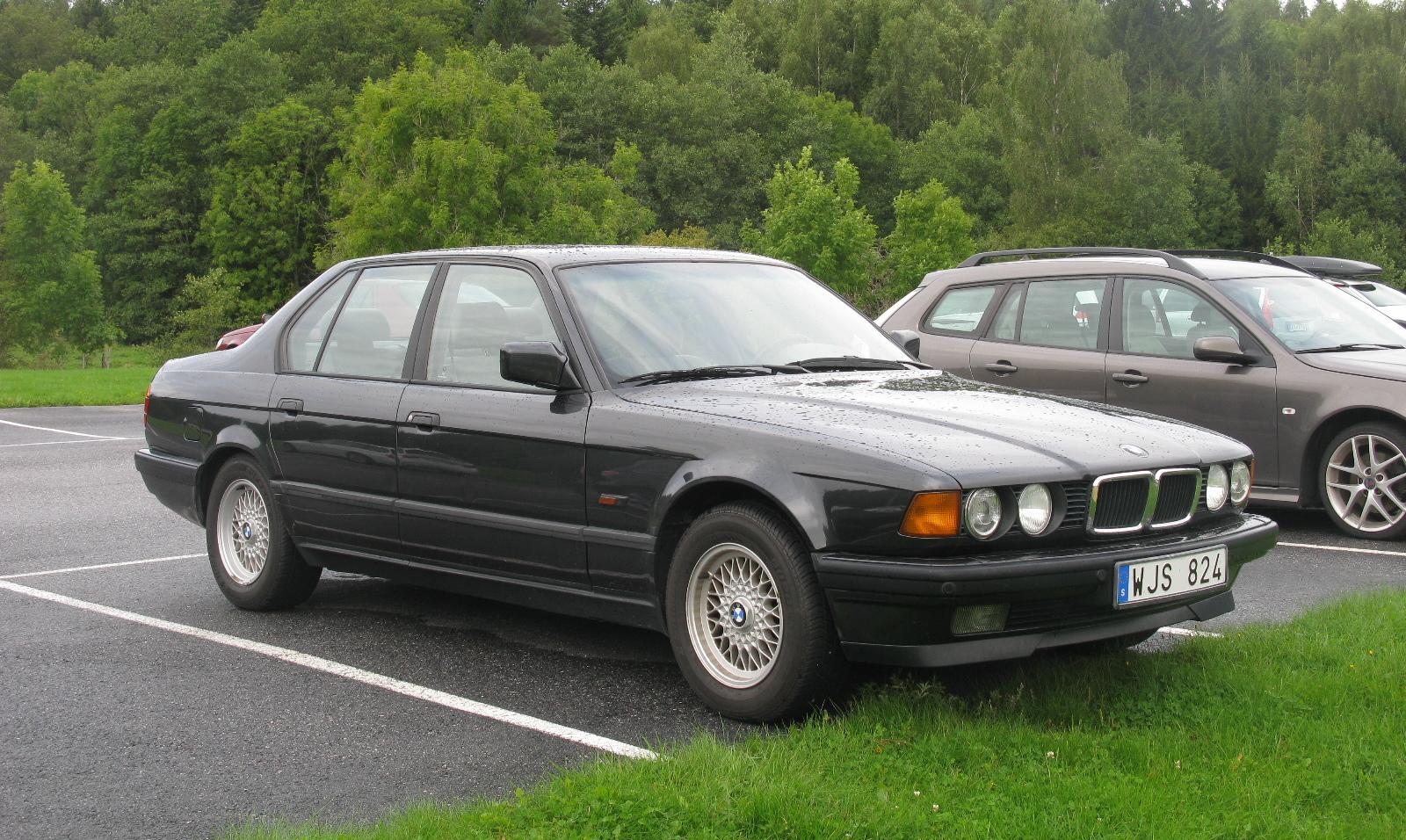
BMW 730i mit Achtzylinder (sowie Shadow Line)
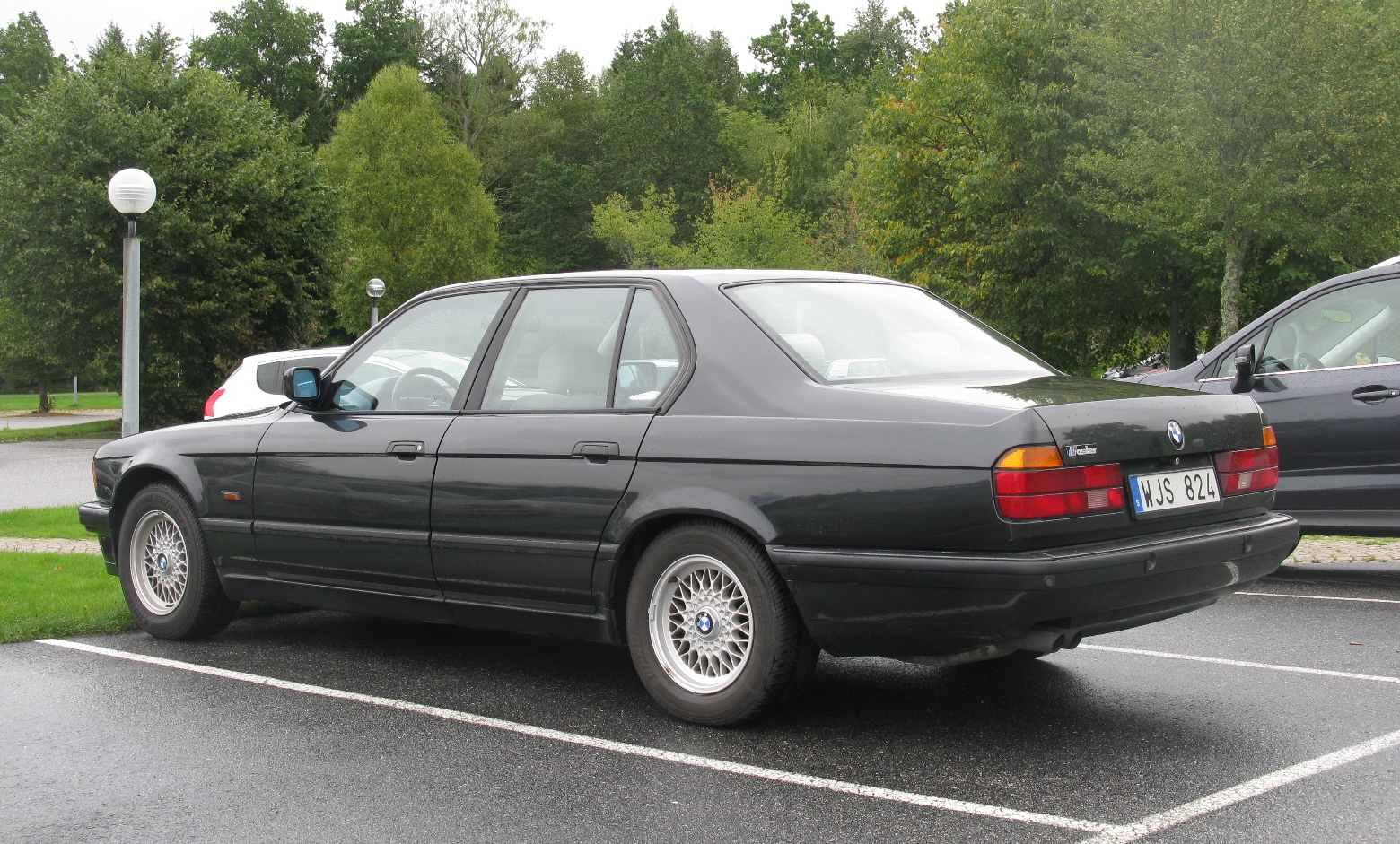
BMW 730i mit Achtzylinder, Heckseitenansicht
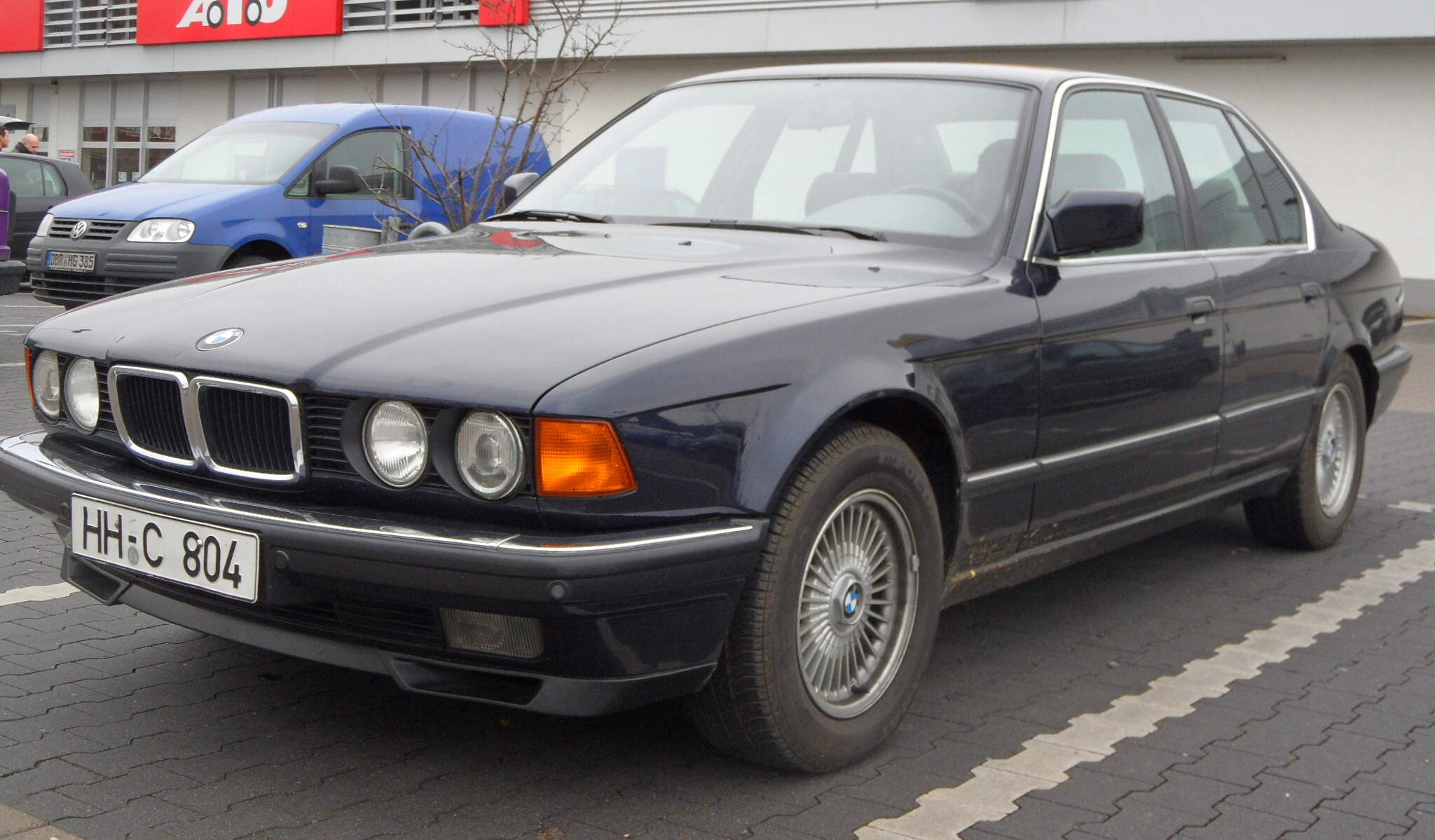
750i mit werksseitig eingebauter Park Distance Control (PDC) vorn
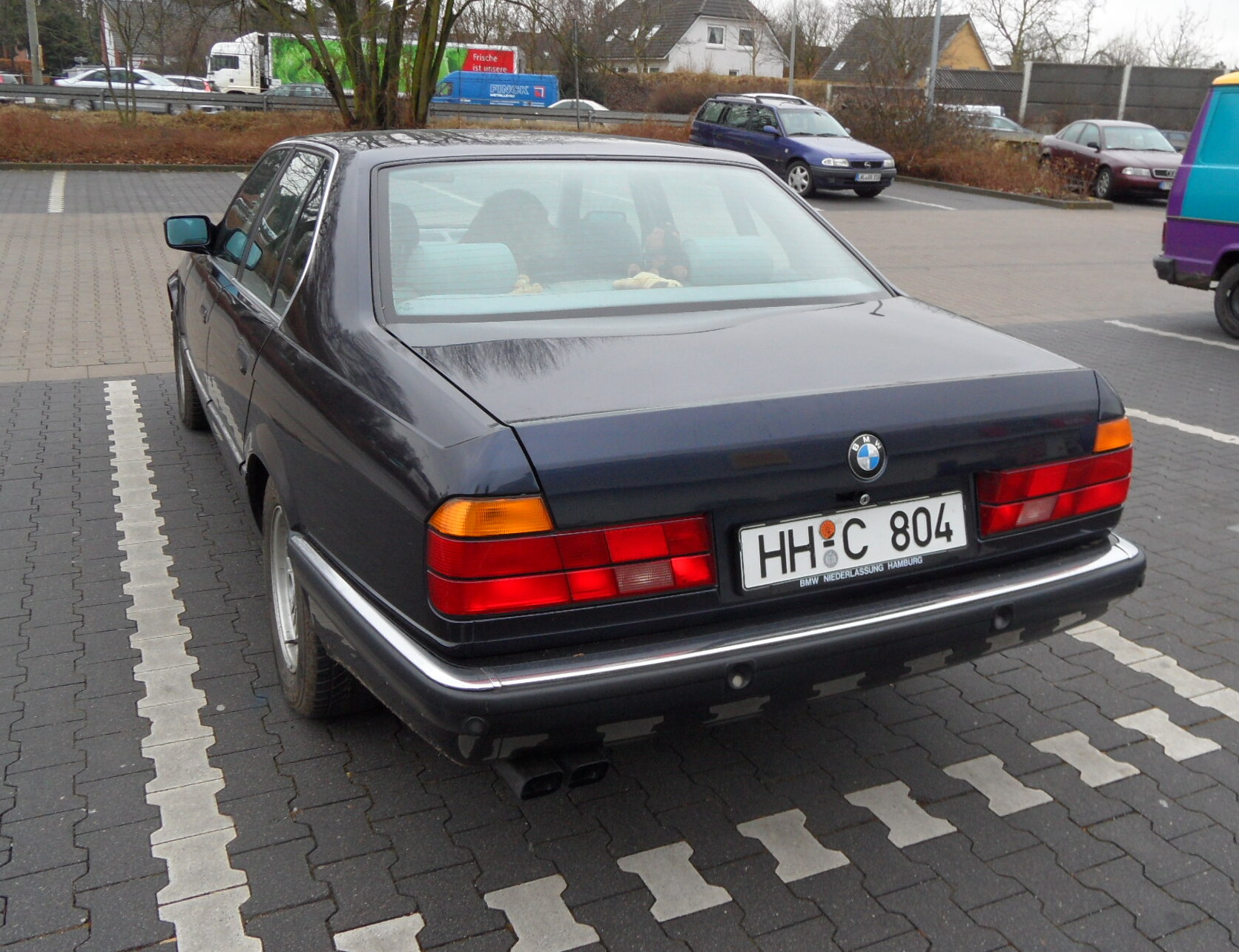
750i mit werksseitiger PDC hinten

### Technologie und Innovation
Der BMW E32 ist eine viertürige Stufenhecklimousine mit selbsttragender Karosserie, längs eingebautem Frontmotor und Hinterradantrieb. Die Vorderachse ist eine Doppelgelenkfederbeinachse, die Hinterachse eine Schräglenkerachse, beide Achsen haben Schraubenfedern und Gasdruckdämpfer. Auf Wunsch waren eine sportliche Abstimmung des Fahrwerks und eine hydropneumatische Niveauregulierung für die Hinterachse verfügbar, Letztere hatte der 750i serienmäßig. Auf einigen Märkten wurden auch konventionelle hydraulische Stoßdämpfer angeboten. Die Kombination von Rädern und Reifen ist beim E32 von der Motorisierung abhängig, der 730i erhielt Stahlräder der Dimension 6½ J × 15 mit Reifen der Größe 205/65 VR 15. Die Bremsanlage ist eine Zweikreisbremsanlage; der E32 hat Scheibenbremsen mit asbestfreien Belägen rundum. Ein Antiblockiersystem und eine Antriebsschlupfregelung mit integrierter Motorschleppmomentregelung waren serienmäßig. Die Lenkung ist eine servounterstützte Kugelumlauflenkung.
Die Motoren sind alle nicht aufgeladene Ottomotoren mit Saugrohreinspritzung und OHC-Ventilsteuerung. BMW setzte die Typen M30, M70 und M60 ein. Bei der Einführung im Herbst 1986 boten der 730i und der 735i M30-Reihen-Sechszylinder-Triebwerke mit Leistungen von 135 kW bzw. 155 kW, der 750i erhielt den damals neuen 5-Liter-M70-Zwölfzylindermotor mit einer Leistung von 220 kW. Der im Frühjahr 1992 eingeführte M60-V8-Motor kam in den Hubraumgrößen 3 und 4 Liter. Der neue 730i bekam eine 3-Liter-Variante mit 160 kW, während der 740i mit der 210 kW leistenden 4-Liter-Ausführung des Triebwerks geliefert wurde. Die Kraft wird über eine Einscheibenmembranfederkupplung auf das Schaltgetriebe bzw. bei den Automatikgetrieben direkt auf den Wandler übertragen. Anfangs wurden vierstufige Wandlergetriebe angeboten, ab der Modellpflege gab es fünfstufige ZF-Getriebe. Der 730i erhielt das 5HP18 und der 740i das 5HP30. Den 730i gab es weiterhin auch mit Schaltgetriebe.

### Der E32 im Alter
Dank werksseitig guten Korrosionsschutzes weist der E32 auch im Alter an tragenden Teilen nur selten ernste Rostprobleme auf. Die im E32 verwendeten Motoren gelten allesamt als langlebig. Probleme werden hier gegebenenfalls eher durch Defekte in der Peripherie (Wasserpumpe, Ölpumpe, Gemischaufbereitung) verursacht. Ein Schwachpunkt ist wie auch bei vielen anderen BMWs das recht verschleißanfällige Fahrwerk.

## Motoren

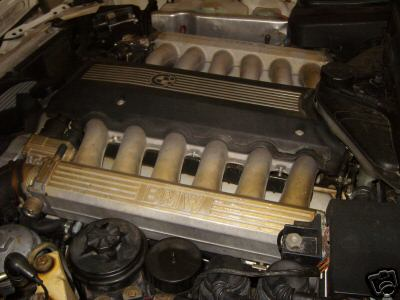
BMW M70 V12-Aggregat

Die Motoren sind wahlweise an ein manuell zu schaltendes, vollsynchronisiertes Fünfganggetriebe oder eine Viergangautomatik gekoppelt. Beim 750i/750iL gehörte die Automatik zur Serienausstattung. Die Automatik ist beim 730i und 735i auf Wunsch und per nochmaligem Aufpreis elektrohydraulisch gesteuert, beim 750i/750iL serienmäßig. Für die größere Drehmomententfaltung des M70-Zwölfzylindermotors wurde das Automatikgetriebe verstärkt. Die Höchstgeschwindigkeit des 730i beträgt 220 km/h, die des 735i ist mit 230 km/h angegeben; beim 750i begrenzte BMW sie elektronisch auf 250 km/h. Im Jahr der Markteinführung des 750i vereinbarte das Unternehmen zusammen mit Mercedes-Benz eine freiwillige Selbstbeschränkung auf diese Höchstgeschwindigkeit.
| Modelle            | Motor   | Hubraum  | Bauart | max. Leistung kW (PS) bei 1/min | max. Drehmoment Nm bei 1/min | Vmax                | 0–100 km/h     | Bauzeit         |
| ------------------ | ------- | -------- | ------ | ------------------------------- | ---------------------------- | ------------------- | -------------- | --------------- |
| 730i (Katalysator) | M30B30  | 2985 cm³ | R6     | 135 (184)/5800                  | 260/4000                     | 222 km/h [212 km/h] | 9,4 s [10,8 s] | 08/1986         |
| 730i (Katalysator) | M30B30  | 2985 cm³ | R6     | 138 (188)/5800                  | 260/4000                     | 222 km/h [212 km/h] | 9,4 s [10,8 s] | 12/1986–04/1994 |
| 730i               | M30B30  | 2985 cm³ | R6     | 145 (197)/5800                  | 275/4000                     | 230 km/h [225 km/h] | 9,3 s [10,6 s] | 08/1986–04/1992 |
| 730i               | M60B30  | 2997 cm³ | V8     | 160 (218)/5800                  | 290/4500                     | 233 km/h [230 km/h] | 8,5 s [9,2 s]  | 04/1992–06/1994 |
| 735i               | M30B35M | 3430 cm³ | R6     | 161 (218)/5700                  | 315/4000                     | 235 km/h [227 km/h] | 8,2 s [9,0 s]  | 08/1986–04/1992 |
| 735i (Katalysator) | M30B35M | 3430 cm³ | R6     | 155 (211)/5700                  | 305/4000                     | 232 km/h [225 km/h] | 8,3 s [9,1 s]  | 08/1986–04/1992 |
| 740i               | M60B40  | 3982 cm³ | V8     | 210 (286)/5800                  | 400/4500                     | [240 km/h]*         | [7,4 s]        | 04/1992–06/1994 |
| 750i               | M70B50  | 4988 cm³ | V12    | 220 (300)/5200                  | 450/4100                     | [250 km/h]*         | [7,4 s]        | 09/1987–06/1994 |

Werte in Klammern [] für Automatik-Version *abgeregelt
|                        |            |            |             |          |          |
| Übersetzungsverhältnis |            |            |             |          |          |
| Schaltgetriebe         | Getrag 260 | Getrag 260 | ZF S5D 310Z |          |          |
| 1                      | 3,83       | 3,83       | 4,20        |          |          |
| 2                      | 2,20       | 2,20       | 2,49        |          |          |
| 3                      | 1,40       | 1,40       | 1,66        |          |          |
| 4                      | 1,00       | 1,00       | 1,24        |          |          |
| 5                      | 0,81       | 0,81       | 1,00        |          |          |
| Hinterachsübersetzung  | 3,64       | 3,45       | 3,15        |          |          |
|                        |            |            |             |          |          |
| Automatisches Getriebe | ZF 4HP22   | ZF 4HP22   | ZF 5HP18    | ZF 5HP30 | ZF 4HP24 |
| 1                      | 2,48       | 2,48       | 3,67        | 3,55     | 2,48     |
| 2                      | 1,48       | 1,48       | 2,00        | 2,24     | 1,48     |
| 3                      | 1,00       | 1,00       | 1,41        | 1,54     | 1,00     |
| 4                      | 0,73       | 0,73       | 1,00        | 1,00     | 0,73     |
| 5                      |            |            | 0,74        | 0,79     |          |
| Hinterachsübersetzung  | 3,64       | 3,45       | 3,23        | 2,93     | 3,15     |
|                        |            |            |             |          |          |
| Füllmenge (Liter)      |            |            |             |          |          |
| Schaltgetriebe         | 1,25       | 1,25       | 1,25        |          |          |
| Automatisches Getriebe | 3,0        | 3,0        | 3,0         | 3,0      | 3,5      |
| Hinterachsdifferenzial | 1,7        | 1,9        | 1,7         | 1,9      | 1,9      |

## Bestand in Deutschland
Aufgeführt ist der Bestand an BMW E32 nach Hersteller- (HSN) und Typschlüsselnummern (TSN) in Deutschland laut Kraftfahrt-Bundesamt jeweils mit Stichtag 1. Januar. Typen mit weniger als 100 Fahrzeugen werden nicht ausgewiesen. Bis 2007 beinhaltete der Bestand neben der Anzahl der angemeldeten Fahrzeuge auch die Anzahl der vorübergehenden Stilllegungen. Seit 2008 enthält der Bestand lediglich den „fließenden Verkehr“ einschließlich der Saisonkennzeichen.
| Modell                | kW                    | HSN/TSN               | 2005   | 2006    | 2007    | 2008    | 2009    | 2010    | 2011    | 2012    | 2013    | 2014    | 2015    | 2016    | 2017   | 2018   | 2019   | 2020   | 2021   | 2022   | 2023   | 2024   | 2025   |
| --------------------- | --------------------- | --------------------- | ------ | ------- | ------- | ------- | ------- | ------- | ------- | ------- | ------- | ------- | ------- | ------- | ------ | ------ | ------ | ------ | ------ | ------ | ------ | ------ | ------ |
| 730                   | 138                   | 0005/465              | 18.144 | 14.894  | 12.715  | 8.143   | 7.069   | 5.960   | 5.039   | 4.159   | 3.432   | 2.821   | 2.418   | 2.120   | 1.914  | 1.766  | 1.664  | 1.565  | 1.506  | 1.450  | 1.431  | 1.417  | 1.391  |
| 730                   | 160                   | 0005/524              | 4.533  | 3.916   | 3.440   | 2.393   | 2.144   | 1.915   | 1.710   | 1.432   | 1.196   | 1.007   | 894     | 765     | 693    | 630    | 583    | 536    | 508    | 485    | 458    | 451    | 444    |
| 735                   | 155                   | 0005/457              | 12.089 | 9.634   | 7.992   | 4.894   | 4.170   | 3.514   | 2.980   | 2.493   | 2.019   | 1.712   | 1.534   | 1.345   | 1.223  | 1.169  | 1.090  | 1.058  | 1.047  | 1.040  | 1.045  | 1.032  | 994    |
| 740                   | 210                   | 0005/525              | 2.636  | 2.271   | 1.977   | 1.368   | 1.242   | 1.103   | 929     | 825     | 715     | 617     | 548     | 502     | 461    | 417    | 397    | 374    | 367    | 351    | 354    | 347    | 355    |
| 750                   | 220                   | 0005/466              | 5.249  | 4.313   | 3.553   | 1.898   | 1.622   | 1.421   | 1.176   | 1.030   | 892     | 782     | 723     | 688     | 670    | 646    | 631    | 632    | 635    | 652    | 661    | 679    | 677    |
| Gesamt                | Gesamt                | Gesamt                | 42.651 | 35.028  | 29.677  | 18.696  | 16.247  | 13.913  | 11.834  | 9.939   | 8.254   | 6.939   | 6.117   | 5.420   | 4.961  | 4.628  | 4.365  | 4.165  | 4.063  | 3.978  | 3.949  | 3.926  | 3.861  |
| Differenz zum Vorjahr | Differenz zum Vorjahr | Differenz zum Vorjahr |        | −17,9 % | −15,3 % | −37,0 % | −13,1 % | −14,4 % | −14,9 % | −16,0 % | −17,0 % | −15,9 % | −11,8 % | −11,4 % | −8,5 % | −6,7 % | −5,7 % | −4,6 % | −2,5 % | −2,1 % | −0,7 % | −0,6 % | −1,7 % |

## Studie BMW „Goldfisch“

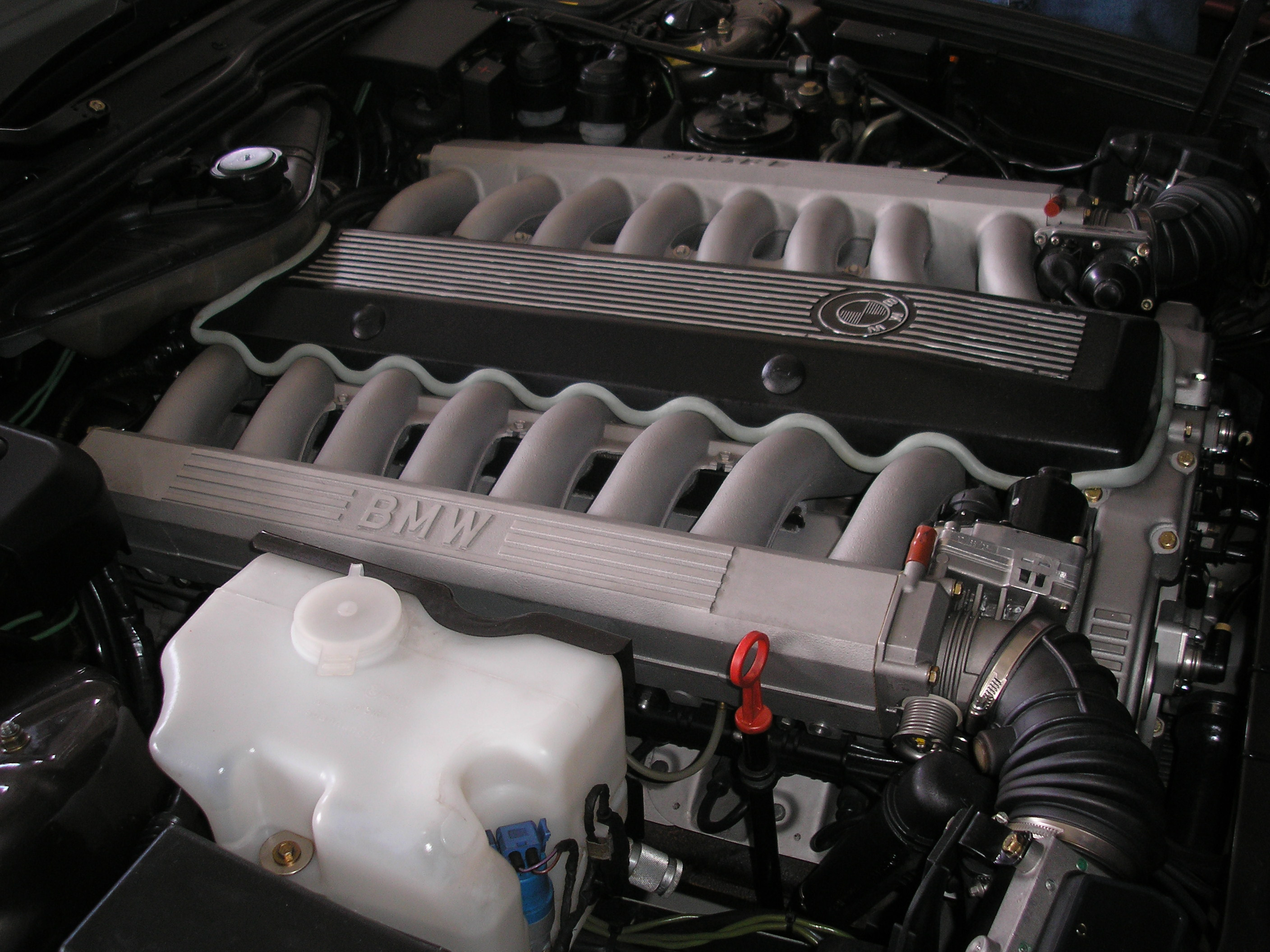
BMW-Sechzehnzylindermotor

Auf Basis des BMW E32 entstand zwischen Sommer 1987 und Sommer 1988 außerdem eine Studie, mit der man die Machbarkeit von Motoren ausloten wollte, die in der Größe nochmals über dem 12-Zylinder lagen. Grund war der steigende Wettbewerb zwischen BMW und Mercedes-Benz in der Oberklasse. Da Mercedes-Benz mit dem 600er ebenfalls einen 12-Zylinder anbot, untersuchte man mit dem Geheimprojekt Goldfisch die Möglichkeit zur Entwicklung noch größerer Antriebsaggregate. Zu diesem Zweck entwickelte ein kleines Team um die Konstrukteure Karlheinz Lange und Adolf Fischer einen 16-Zylinder-Motor mit relativ kleinem Hubraum und schmalen Zylinderabständen. Dieser wurde zu Versuchszwecken in einen BMW 735iL eingebaut, den man sich „auf dem kurzen Dienstweg“ beschafft hatte. Wegen der 6-Zylinder-Basis hatte das Auto frontseitig auch nur die schmale Niere. Da der 16-Zylinder keinen offiziellen Entwicklungsauftrag hatte, gaben die Konstrukteure dem Auto intern wegen seiner goldenen Außenfarbe und den Lufteinlässen an den Seiten des Fahrzeugs, welche wie Kiemen wirken, den Decknamen „Goldfisch“.

### Die Technik des BMW Goldfisch
Der Motor basiert auf dem Zwölfzylindermotor M70, der wiederum eine Weiterentwicklung des Reihensechszylindermotors M20B25 ist. Somit teilt sich der „Goldfischmotor“ Bohrung- und Hubverhältnis mit dem M20B25, (84 mm × 75 mm), der Zylinderabstand beträgt ebenso 91 mm. Der Gesamthubraum beträgt 6651 cm3, die Nennleistung ist mit 300 kW (408 PS) bei 5200 min−1 angegeben, das maximale Drehmoment von 613 N·m (62,5 kp·m) wird bei 3900 min−1 abgegeben. Wie auch der M70 ist der Goldfischmotor ein 60°-V-Motor und hat zwei separate Motorsteuergeräte (Bosch DME 3.3). Er hat Leichtmetallzylinderköpfe und SOHC-Ventilsteuerung. Während es die 12-Zylinder ausschließlich mit Automatik gab, übertrug im „Goldfisch“ ein manuelles 6-Gang-Getriebe aus der BMW-8er-Baureihe die Kraft an die Hinterräder. Mit dem Schaltgetriebe konnten die Fahrleistungen des Motors besser getestet werden. Weil das Triebwerk nun den kompletten Platz im Motorraum beanspruchte, wanderte die Kühlung in den Kofferraum. Hier standen zwei Kühler, die über große Lufteinlässe an den Seiten mit Frischluft versorgt wurden. Daneben befand sich rechts der Behälter der Kühlflüssigkeit.

### Der 16-Zylinder in der Praxis
In der Fahrpraxis waren die Werte des BMW Goldfisch nicht schlecht: Trotz des hohen Gewichts durch den 310 kg schweren Motor gelang der Spurt von 0–100 km/h in nur 6 Sekunden. Allerdings lag der Benzinverbrauch zwischen 14 und 24 Litern pro 100 Kilometer. Dies und die Tatsache, dass auch aus dem 12-Zylinder mit höherer Verdichtung noch mehr Leistung zu holen war, sorgte dafür, dass das Projekt keine Serienreife erlangte. Auch war Ende der 1980er Jahre das Wettrüsten mit Mercedes-Benz beendet.
Das Fahrzeug befindet sich noch heute in Besitz der BMW Group und ist ab und zu auf Messen und Ausstellungen zu sehen. Allerdings ist das Auto im jetzigen Zustand nicht mehr fahrbereit. Durch die jahrzehntelange Standzeit müssten Motor und Getriebe vor einem Anlassen revidiert werden.